# فريق هوكي الشرقية
فريق هوكي الشرقية هو فريق هوكي ميدان تابع لنادي الشرقية الرياضي، وهو نادٍ رياضي مصري. يتميز الفريق بدخوله موسوعة غينيس للأرقام القياسية باعتباره الفائز ببطولة الهوكي الأفريقية 28 مرة.
حقق فريق هوكي الشرقية اللقب بعد فوزه على نادي الشرطة المصري (الفائز باللقب سابقاً) بنتيجة 1 مقابل 0 في بولاوايو بزيمبابوي، بحضور ما بين 5000 إلى 20000 مشجع.
شاركت أربعة فرق مصرية في النسخة الـ26 من بطولة كأس إفريقيا لأبطال الأندية للهوكي (رجال وسيدات) بزيمبابوي، وهي: فريق الشرقية (رجال وسيدات)، فريق اتحاد الشرطة الرياضي (رجال)، وفريق شمس (سيدات).
لعب فريق الشرقية ست مباريات قبل الجولة النهائية، فاز فيها الفريق في خمس، وتعادل في واحدة. وفي المباراة الأولى فاز الفريق على هاميلتون بطل زيمبابوي، وفي الثانية على بطل مالاوي جينيتريكس، وفي الثالثة على هايبو بطل زيمبابوي، وفي الرابعة تعادل الفريق مع فريق الشرطة، وفي الخامسة فاز على بوليس ماشينز بطل نيجيريا، وفي السادسة على تراستيس الغاني.
حصل النادي على وسام الجمهورية من الطبقة الأولى مرتين وتخطى بطولات النادي الأهلي، ويشارك في دعم المنتخب المصرى بـ7 لاعبين أساسيين من الفريق منهم أحمد محسن، أشرف سعيد، حسام جبران، محمد إدريس، محمد يمني، وكانت أولى بطولات الفريق خلال مشواره في المعترك الأفريقي في عام 1988 بإحرازه أول بطولة أفريقية للأندية والتي استضافتها مصر ونظمها اتحاد الشرطة الرياضي، كما أنه مفرغ النجوم للاعبى المنتخبات الوطنية المختلفة، هناك ما يزيد على 30 لاعبًا لعبوا في الخارج في أندية عالمية مثل برشلونة وأهمهم جمال فوزي والذي لعب 348 مباراة ما بين محلية ودولية وسجل 180 هدفا والذي لعب عام 1994 بنادي برشلونة الإسباني، وهناك لاعبون لعبوا ولم يتأقلموا مع في مسيرتهم وعادوا مرة أخرى للفريق.
وقد نال الفريق في عام 1995 وسام الاستحقاق من الدرجة الأولى من رئاسة الجمهورية انذاك ونال نفس الفريق وسام الجمهورية من الطبقة الأولى عام 2008 من رئاسة الجمهورية.

## ابرز لاعبيي النادي
جمال عبد الله، ومجدى عبد الله، جمال فوزى، عمرو عثمان، عمرو محمدى نبيل فوزى، عبد الخالق أبو ليزيد، إبراهيم توفيق، جمال امين، أيمن جاويش، محمد ابوليزيد، أسامة حسانين، عمرو عبد الفتاح، السيد جاب الله، وليد فاروق، محمد محمود، أحمد عباس، أحمد طلعت، أحمد عبد الحميد,يحيى سعد.